# Paradoxaphis aristoteliae
Paradoxaphis aristoteliae är en insektsart. Paradoxaphis aristoteliae ingår i släktet Paradoxaphis och familjen långrörsbladlöss. Inga underarter finns listade i Catalogue of Life.